# 凯尔西地区蒙珀扎
凯尔西地区蒙珀扎（法語：Montpezat-de-Quercy，法語發音：[mɔ̃pəza də kɛʁsi]），或纯音译作蒙珀扎德凯尔西，是法国奧克西塔尼大區塔恩-加龙省的一个市镇，属于蒙托邦区。

## 地理
凯尔西地区蒙珀扎（44°14'18"N, 1°28'35"E）面积44.02 平方千米，位于法国奧克西塔尼大區塔恩-加龙省，该省份为法国西南部内陆省份，北起顺时针与洛特省、阿韦龙省、塔恩省、上加龙省、热尔省和洛特-加龙省接壤。
与凯尔西地区蒙珀扎接壤的市镇（或旧市镇、城区）包括：凯尔西地区贝尔福、蒙杜梅尔克、欧蒂、莫利耶尔、蒙塔尔扎、蒙费尔米耶、圣保罗-弗洛尼亚克。

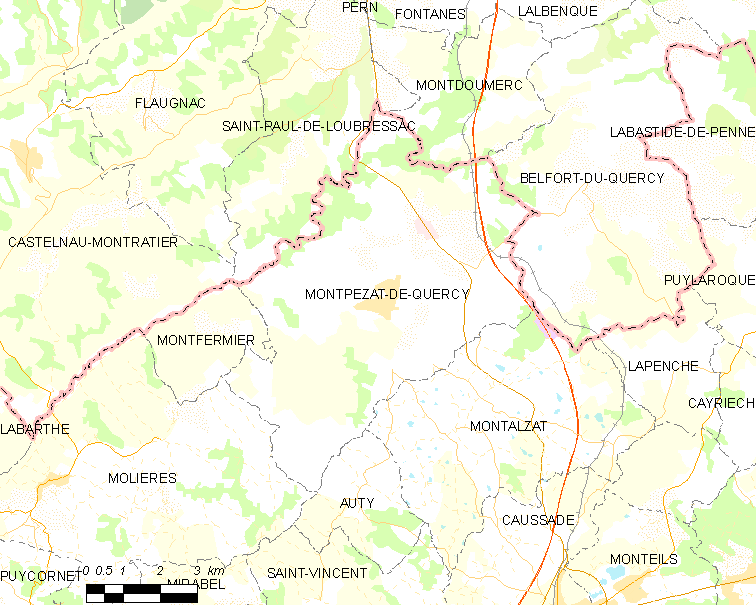
凯尔西地区蒙珀扎的OSM定位图

凯尔西地区蒙珀扎的时区为UTC+01:00、UTC+02:00（夏令时）。

## 行政
凯尔西地区蒙珀扎的邮政编码为82270，INSEE市镇编码为82131。

## 政治
凯尔西地区蒙珀扎所属的省级选区为凯尔西-阿韦龙县。

## 人口

1962-2008年间凯尔西地区蒙珀扎人口变化图示

凯尔西地区蒙珀扎于2022年1月1日时的人口数量为1600人。